# امیر میرزایی حکمتی
امیر میرزاحکمتی (به انگلیسی: Amir Mirza-Hekmati)‏ یا امیر میرزایی حکمتی (به انگلیسی: Amir Mirzaei Hekmati)‏ ‏ (۱۹۸۳ در فلگستف، آریزونا) یک آمریکایی ایرانی‌تبار است که به اتهام جاسوسی برای آژانس اطلاعات مرکزی آمریکا توسط وزارت اطلاعات جمهوری اسلامی ایران در تاریخ ۱۶ آذر ۱۳۹۰ در ایران دستگیر شد. دستگیری او، توسط رسانه‌های طرفدار حکومت ایران «دومین پیروزی ایران بر آمریکا پس از تسخیر پهپاد» نامیده شد. ایران در تاریخ ۲۷ آذر ۱۳۹۰، اعتراف تلویزیونی وی را در صدا و سیما پخش کرد. او در زمان دستگیری سابقه عضویت در تفنگداران دریایی ایالات متحده آمریکا را داشته‌است. او ابتدا به اعدام و سپس به ده سال زندان محکوم گردید و سرانجام پس از چهار سال از زندان آزاد شد.

## اعترافات تلویزیونی
وی در اعتراف تلویزیونی خود گفت که پس از این که در سال ۲۰۰۱ از دبیرستان فارغ‌التحصیل شد، تصمیم گرفت به نیروهای نظامی ایالات متحده آمریکا ملحق شود. پس از دیدن آموزش‌های اولیه، وقتی که متوجه شدند که او زبان فارسی و مقداری عربی بلد است، او را برای فراگیری آن‌ها به دانشگاه فرستادند. او پس از یادگیری زبان به عنوان تحلیلگر امنیتی با ارتش همکاری داشت. او سپس برای دارپا (به انگلیسی: Defense Advanced Research Projects Agency)، شرکت بازیسازی کوما (به انگلیسی: Kuma) و بی‌ای‌ئی سیستمز (به انگلیسی: BAE Systems) کار می‌کند.

## واکنش آمریکا
آمریکا خواستار آزادی «فوری» شهروند خود شد. آمریکا همچنین چندین بار از طریق سفارت سوئیس در تهران که حافظ منافع این کشور در ایران است، خواستار دسترسی کنسولی به حکمتی شد که ایران هربار درخواست آمریکا را رد کرد.
محمود علیزاده طباطبایی، وکیل امیر حکمتی، تأیید کرد که دولت آمریکا از طریق دفتر حافظ منافعش در تهران درخواست مبادله حکمتی را داده‌است. امیر حکمتی اواخر تابستان سال گذشته در نامه‌ای به جان کری، وزیر امور خارجه آمریکا نوشته بود که ایران او را با نیت تبادل زندانی نگه داشته‌است. این در حالی است که ایالات متحده خبر منتشر شده در مورد پیشنهاد مبادله امیر حکمتی را رد کرد. جف راتکه، سخنگوی وزارت خارجه ایالات متحده، گفته‌است «آن خبرها صحیح نیستند».

## واکنش خانواده حکمتی
پدر او، علی حکمتی، که استاد میکروبیولوژی کالج موت کامیونیتی است و در میشیگان زندگی می‌کند، گفته پسرش جاسوس سیا نیست و برای دیدن مادربزرگ‌هایش به ایران رفته‌است. بهناز حکمتی، مادر او نیز ضمن ردکردن جاسوس بودن او، گفته‌است که فرزندش تحت فشار مجبور به اعتراف شده‌است. خانواده وی همچنین طی یک رایانامه به ای‌بی‌سی اعلام کرده‌اند که دولت ایران با آن‌ها تماس گرفته و گفته تا دربارهٔ دستگیری پسرشان سکوت کنند و قول آزادی احتمالی او را داده‌اند.
اوایل اسفند ۱۳۹۰ خبری از سفر مادر او به ایران و دیدارش با وی در زندان منتشر شد.

## حکم اعدام
شعبه ۱۵ دادگاه انقلاب به ریاست قاضی صلواتی، امیر میرزایی حکمتی را به در رابطه با همکاری با دولت متخاصم و عضویت در سازمان جاسوسی آمریکا (سیا) و همچنین تلاش برای متهم سازی ایران در تروریسم، «محارب» و «مفسد فی الارض» شناخته و برای وی حکم اعدام صادر کرد. اما این حکم، در دادگاه تجدیدنظر، به ۱۰ سال زندان تغییر پیدا کرد.

### واکنش‌ها
- سازمان عفو بین‌الملل خواستار لغو حکم اعدام امیر میرزایی حکمتی شد.[۲۳][۲۴]
- کمپین بین‌المللی حقوق بشر ایران نیز با صدور بیانیه‌ای با عنوان «حکم صادره در فقدان مراحل دادرسی عادلانه صادر شده‌است» از قوه قضاییه ایران خواست تا «فوراً در مرحله تجدید نظر، حکم اعدام امیر میرزایی حکمتی را لغو کند».[۲۵]
- الن ایر، سخنگوی وزارت امور خارجه ایالات متحده آمریکا، این حکم را محکوم کرد و اعلام داشت از طریق سفارت سوئیس در تهران پیگیر وضعیت وی خواهد بود.[۲۶]

## آزادی
۲۶ دی ۱۳۹۴ و همزمان با حضور وزرای خارجه ایران و آمریکا در وین به منظور قرائت بیانیهٔ اجرایی شدن برجام، دادستان عمومی و انقلاب تهران اعلام کرد که در راستای مصوبات شورای عالی امنیت ملی ایران و مصالح کلی نظام، چهار زندانی ایرانی دو تابعیتی در چارچوب مبادله زندانیان آزاد شدند. یکی از آزاد شدگان امیر میرزایی حکمتی بود. در مقابل آزادی چهار زندانی در ایران، هفت زندانی ایرانی نیز در آمریکا آزاد شدند. این مبادلهٔ زندانیان در عمان انجام شد. 

## متهم به جاسوسی برای ایران
پلیس فدرال آمریکا در ۲۶ اسفند ۱۳۹۹ امیر حکمتی را متهم کرد که اطلاعات محرمانه ای از آمریکا را در اختیار مأموران ایرانی قرار داده‌است.
حکمتی قویا اتهام جاسوسی برای ایران را رد کرده‌است. وکیل او گفته‌است است دولت آمریکا یا باید رسماً کیفرخواستی علیه موکلش صادر کند یا این گمان را کنار بگذارد.